# Densidade aparente
Densidade aparente refere-se a dois conceitos. 

## Em sólidos granulados
Em engenharia e ciência dos materiais, assim como na indústria química designa a massa (ou vulgarmente "peso") de determinado sólido granulado desconsiderando que em meio aos seus grãos contenha espaços "vazios" preenchidos por ar (mais comumente) ou outro fluido a depender do processo em questão, como água ou óleos minerais.
Em outras palavras, é a massa média de um sólido por volume, na sua apresentação habitual ou específica para determinado lote, amostra ou ainda processo. É também chamada massa específica aparente.
Um exemplo seria a brita, que se produzida a partir de granito, que possui densidade (massa volúmica) de 2,75 g/cm3 (ou 2750 kg/m3), resulta em densidades aparentes de 450 a  550 kg/m3. Igualmente, o quartzo, de densidade 2,65 (correspondente a 2650 kg/m3), resulta em areias que podem possuir densidade aparente de 830 a 890 kg/m3, por exemplo.
Pela densidade do ar, o mais comum dos fluidos gasosos a permear sólidos granulados, ser mais baixa que  a densidade do sólido, a densidade aparente do sólido granulado tenderá a ser mais baixa que a densidade do sólido propriamente dito.
Igualmente, a densidade aparente pode ser considerada inclusive para sólidos com alto teor de água ou outros líquidos, como as argilas ou as argamassas e concreto ainda fluido.
Via de regra, até determinado ponto, quanto mais granulado um sólido mais este fica "empacotado" e mais próximos (compactos) ficam seus grãos e tendencialmente, menos espaços possui para o fluido, mas a partir de determinado nível, e tal é muito variado para cada sólido, mais ar pode conter, por exemplo, entre cada grão, até em camadas em suas superfícies que evitam até o contato entre os grãos, diminuindo sua densidade aparente, como no caso do talco pulverizado.
A medição desta útil grandeza é muito simples, bastando tomar-se um volume conhecido e preencher-se com o sólido em questão, e com relativa acomodação por vibração, ter-se a massa ocupante daquele volume. Não pode ser aplicada uma compactação forçada, por ação de pressão ou impactos, pois alteraria a normal proporção de sólidos e fluidos. 
Sua aplicação é grande na indústria química, na logística dos processos industriais, na engenharia civil e mecânica dos solos e no transporte de mercadorias, pois associa o volume ocupado na prática com a tonelagem da carga.
Existem sólidos de grande aplicação prática e de recente desenvolvimento, que a partir de sólidos de relativamente grande densidade, formando com gases dispersões coloidais, apresentam baixíssima densidade aparente, o que resulta, por exemplo, em grande taxa de ar imobilizado por volume, e propriedades excelentes de isolamento térmico e acústico, absorção de choques, por exemplo, como os aerogéis de sílica, compostos de até 99,8% de ar, com densidade aparente 500 vezes menor que a da água, ou ainda as espumas de ágar com gases variados como o hélio, chamados de SEAgel, com densidades aparentes de menos de 1 grama por 100 ml, ou 10 gramas por litro.

## Densidades de fluidos
Para certas aplicações, especialmente na medida de densidades de fluidos, usam-se tal expressão para designar a densidade (como peso específico) desconsiderando o empuxo causado pelo ar, pela atmosfera, e suas flutuações onde a pesagem é realizada. Na verdade, neste caso, é uma medida mais inexata do peso específico. É realizada no picnômetro.
Diferencia-se, aqui da densidade real, realizada no método do tubo oscilatório.

## Densidades de solos
A densidade aparente ou massa específica aparente de solos depende grandemente da composição mineral do solo e do grau de compactação. A densidade do quartzo é aproximadamente 2,65 g/cm³ mas a densidade aparente de um solo mineral é normalmente em torno de metade desta densidade, entre 1,0 e 1,6 g/cm³. Solos com teor alto em matéria orgânica e argila friável podem ter uma densidade muito abaixo de 1 g/cm³
A densidade do solo é geralmente determinada em amostras de núcleo as quais são tomadas pela inserção de um coletor metálico de núcleo no solo, na profundidade e no horizonte desejado. As amostras são então secas em estufa e pesadas.
Densidade = massa de solo seco em forno / volume total.
{\displaystyle \rho ={\frac {M_{s}}{V_{t}}}}
A densidade do solo é inversamente relacionada a porosidade do mesmo solo: mais espaço de poros de um solo quanto menor o valor da densidade do solo. A densidade aparente de uma região no interior da terra também está relacionada com a velocidade sísmica de ondas que viajam através dela: para ondas P, isto tem sido quantificado com a relação de Gardner. Quanto maior a densidade, maior a velocidade.